# Manuel Fernández (calciatore 1922)
Manuel Fernández (Lada, 1º febbraio 1922 – L'Étrat, 9 gennaio 1971) è stato un calciatore e allenatore di calcio spagnolo naturalizzato francese, di ruolo difensore.

## Carriera

### Club
Figlio di un minatore spagnolo emigrato in Francia, iniziò la propria carriera professionistica tra le file del Lens prima di unirsi al Clermont Foot nel 1946, allora militante nella Ligue 2. Appena un anno dopo fu acquistato dal Saint-Étienne, dove si dimostrò uno dei giocatori più importanti per la squadra dell'epoca, totalizzando in otto stagioni 230 presenze totali in campionato. Con il club riuscì a vincere la Coppa Charles Drago della stagione 1954-1955.

### Allenatore
Dopo il suo ritiro dalle attività agonistiche avvenuto nel 1955, fu per 6 anni il tecnico della squadra riserve del Saint-Étienne. Nel 1961 lasciò l'incarico per potersi sedere sulla panchina dei rivali dell'Olympique Lione. La sua esperienza, però, non fu delle migliori: il Lione si piazzò al sedicesimo posto totalizzando 43 punti e più tardi fu eliminato ai sedicesimi di finale di Coupe de France dall'AS Béziers. Morì il 9 gennaio 1971 all'età di 49 anni, quando era allenatore dell'Etrat La Tour Sportif, squadra dilettantistica della città omonima.

## Palmarès

### Club

#### Competizioni nazionali
- Coppa Charles Drago: 1

Saint-Ètienne: 1955